# Hyboserica piceonigra
Hyboserica piceonigra är en skalbaggsart som beskrevs av Moser 1915. Hyboserica piceonigra ingår i släktet Hyboserica och familjen Melolonthidae. Inga underarter finns listade i Catalogue of Life.